# Tubulipora macella
Tubulipora macella is een mosdiertjessoort uit de familie van de Tubuliporidae. De wetenschappelijke naam van de soort is voor het eerst geldig gepubliceerd in 1955 door Marcus.